# Pascal Huser
Pascal Huser (Nieuw-Schoonebeek, 17 april 1995) is een Nederlands voetballer die doorgaans speelt als spits. In juli 2025 verruilde hij ACV voor VV Schoonebeek.

## Clubcarrière
Huser speelde in de jeugd van achtereenvolgens VV Schoonebeek, FC Emmen en sc Heerenveen. Bij laatstgenoemde club zou hij 2012 zijn eerste profcontract tekenen, maar door een kruisbandblessure werd dat uitgesteld. In 2014 tekende de aanvaller alsnog. Huser kreeg in de zomer van 2014 de kans om zich in de voorbereiding op het nieuwe seizoen te bewijzen bij het eerste elftal.
Nadat hij in de eerste seizoenshelft niet aan spelen toekwam, verhuurde Heerenveen hem in de winterstop voor een half jaar aan MVV Maastricht. Hiervoor debuteerde Huser op 25 januari 2015 in het betaald voetbal, tijdens een met 3-0 verloren wedstrijd in de Jupiler League in De Koel bij VVV-Venlo. Hij mocht van coach Ron Elsen in de tweede helft invallen voor Davy Brouwers. Zijn eerste doelpunt in het betaalde voetbal maakte hij in een wedstrijd tegen FC Volendam, die in 6–2 eindigde.
In de zomer van 2015 verliep zijn verbintenis en Huser sloot zich aan bij FC Emmen. In twee seizoenen kwam hij tot één wedstrijd en in juli 2017 stapte hij transfervrij over naar ACV. Na acht jaar bij ACV besloot Huser terug te keren bij VV Schoonebeek.

## Clubstatistieken
| Seizoen | Club             | Competitie     | Competitie | Competitie | Beker | Beker | Internationaal | Internationaal | Totaal | Totaal |
| Seizoen | Club             | Competitie     | Wed.       | Dlp.       | Wed.  | Dlp.  | Wed.           | Dlp.           | Wed.   | Dlp.   |
| ------- | ---------------- | -------------- | ---------- | ---------- | ----- | ----- | -------------- | -------------- | ------ | ------ |
| 2013/14 | sc Heerenveen    | Eredivisie     | 0          | 0          | 0     | 0     | —              | —              | 0      | 0      |
| 2014/15 | → MVV Maastricht | Eerste divisie | 17         | 1          | 0     | 0     | —              | —              | 17     | 1      |
| 2015/16 | FC Emmen         | Eerste divisie | 0          | 0          | 0     | 0     | —              | —              | 0      | 0      |
| 2016/17 | FC Emmen         | Eerste divisie | 1          | 0          | 0     | 0     | —              | —              | 1      | 0      |
| Totaal  | Totaal           | Totaal         | 18         | 1          | 0     | 0     | 0              | 0              | 18     | 1      |

Bijgewerkt op 1 juli 2025.

## Erelijst
| EK –17 | 1 | 2012 |